# Offene Arbeit (Kindergarten)
Der Begriff offene Arbeit bezieht sich auf ein pädagogisches Konzept, das sich seit Ende der 1970er Jahre in deutschen Kindertagesstätten wachsender Beliebtheit erfreut. Angeregt durch Ideen von Reformpädagogen (Jean-Jacques Rousseau, Maria Montessori, Janusz Korczak, Jean Piaget, Alexander Sutherland Neill) waren es vor allem Elementarpädagogen, die sich dafür entschieden haben den – bei den ihnen anvertrauten Kindern – beobachteten Entwicklungsbedürfnissen Rechnung zu tragen.
So haben sie vielerorts die üblichen sogenannten Stammgruppen aufgelöst und den Kindern die Möglichkeit eingeräumt, sich in freigewählten Spielgruppen mit von ihnen ausgewählten und initiierten Aktivitäten zu befassen. Die Erzieherinnen konnten hierbei vielfach beobachten, dass hierauf die Spielfreude, das Engagement und die Begeisterung der Kinder merklich gestiegen ist, dass sich Konzentration und Aufmerksamkeit erhöhten und dass Aggressionen und Langeweile deutlich zurückgingen. Es zeigte sich, dass gut durchdachte Funktions-, Aktions- und Themenräume (z. B. Bau- und Bewegungsräume, Kunstwerkstätten) die Wahrnehmung und Ausübung der kindlichen Interessen und Bedürfnisse steigerte und alle Beteiligten sich im Alltag wohler fühlten.

## Konzept
Dem Konzept liegt ein Partizipationsverständnis zugrunde, das alle Betroffene zu aktiven Gestaltern und Akteuren ihrer Umwelten macht. Ihm wohnt die Überzeugung inne, dass Erwachsene auf die Entwicklungspotenziale von Kindern vertrauen können und dass Kinder in selbstinitiierten, -gesteuerten und -geregelten Situationen optimale Lernvoraussetzungen für ihre persönliche Entwicklung finden können. Erwachsene finden sich dabei in der Rolle als Begleiter, Lernpartner, Zuhörer, Unterstützer, Berater, Resonanzgeber und Coach wieder. Sie begleiten die Kinder mit "freischwebender Aufmerksamkeit" (Schäfer, Gerd E.) und unterstützen die Kinder u. a. durch differenzierte Resonanzen hinsichtlich der bei ihnen beobachteten Aktivitäten.
In der offenen Arbeit wird das Kind von seinem Wesen her als grundsätzlich aktiv, neugierig und interessiert angesehen. Es braucht daher nicht unentwegt von den Erziehern stimuliert, motiviert und angespornt werden. Wichtiger ist vielmehr eine gut vorbereitete Umgebung, d. h. anregende (Funktions-)räume (innen und außen), gute Ausstattung und ausreichende Spiel-, Verbrauchs- und Beschäftigungsmaterialien (auch Werkzeuge).
Die offene Arbeit im Kindergarten eignet sich für alle Kinder. Da die Erzieherin keine starren Programme und Pläne für alle Kinder abarbeitet (alle zum gleichen Zeitpunkt die gleichen Anforderungen, Aufgaben oder Aktivitäten) hat sie z. B. gegenüber Kollegen in herkömmlich arbeitenden Kindergärten den Vorteil, sich speziell um besonders zuwendungsbedürftige Kinder kümmern zu können. Voraussetzung für gelingendes Lernen im offenen (wie in konventionell arbeitenden) Kindergärten ist eine gute Eingewöhnung der Kinder und ein stabiler Beziehungssaufbau zur „Eingewöhnungserzieherin“. Das vom Berliner Infans-Institut entwickelte Berliner Eingewöhnungsmodell bietet hierzu in vielen Einrichtungen eine tragfähige Unterstützung. Dort gilt: erst wenn die Erzieherin ein Kind in einer Notsituation erfolgreich trösten kann, ist das Kind zufriedenstellend eingewöhnt. Jetzt kann das Kind in Ruhe und mit der nötigen Gelassenheit seinen verschiedenen Interessen und Beschäftigungen nachgehen und sich im Pendel zwischen der für Vertraut- und Sicherheit stehenden Erzieherin und seinen Erkundungsbedürfnissen entfalten.
In Vollversammlungen und/oder anderen Beteiligungsvarianten erhalten die Kinder die Möglichkeit, sich in demokratischen Beteiligungsformen zu üben. Hier wird die Idee verfolgt, ein Gremium zu haben, in dem Regeln, zeitliche Abläufe, Gestaltungs- und Ausstattungsideen altersgerecht mit allen Kindern und Erziehern besprochen, beschlossen und ggf. verändert werden können.
Ein wesentlicher Vorteil offener Konzepte ist daher im Erwerb kommunikativer, d. h. sozialer und emotionaler Kompetenzen zu sehen. Die Kinder üben sich tagtäglich in der Ansprache und Kontaktaufnahme von potentiellen Spielpartnern und erlangen und beobachten dabei eine Fülle von unterschiedlichen Kommunikationsmodalitäten. Sie erleben Erfolge und Niederlagen (z. B. gelingende Kooperationen aber auch Enttäuschungen) und können ihr persönliches Verhaltensrepertoire Stück für Stück erweitern und verfeinern. Damit erwerben sie einen guten Grundstock für lebenslang erforderliche Kontakt- und Interaktionserfordernisse aber auch für nachhaltiges und lebensbegleitendes, motiviertes Lernen.
Insbesondere die in jüngster Zeit vorgelegten wissenschaftlichen Erkenntnisse der Hirnforschung haben dem Konzept der offenen Arbeit in Kindertagesstätten erheblichen Auftrieb gebracht. Sie zeigen, dass hier erfahrene Praktiker ein fachliches Verständnis und Arbeitsmethoden auf den Weg gebracht haben, die große Chancen für eine zukunftssichere Elementarpädagogik und erhebliche Chancen der Potentialentfaltung für Kinder in sich birgt.
Wissenschaftliche Anerkennung hat die offenen Arbeit in Kindergärten insbesondere durch die Befunde der NUBBEK-Studie (Nationale Untersuchung über Betreuung, Bildung und Erziehung in der frühen Kindheit) erhalten. Diese u. a. durch die Bundesregierung, dem Deutschen Jugendinstitut und dem Staatsinstitut für Frühpädagogik geförderte wissenschaftliche Untersuchung hat erbracht: „dass die pädagogische Qualität in den untersuchten Kindertageseinrichtungen signifikant höher liegt, wenn die Teams offen arbeiten“ und „Die pädagogische Qualität zeigte sich in zahlreichen Merkmalen in allen Bereichen der pädagogischen Arbeit, das heißt bezüglich Platz und Ausstattung, dem Handling von Betreuungs- und Pflegesituationen, der sprachlichen und kognitiven Anregung, dem Spektrum an ermöglichten Aktivitäten, in der Interaktion zwischen Fachkraft und Kind, aber auch in der Strukturierung der pädagogischen Arbeit.“
Es gibt gute Gründe für die Annahme, dass die offene Arbeit in Kindertagesstätten die Kinder bei der Entwicklung und dem Erwerb zahlreicher Kompetenzen unterstützt. Zu nennen wäre z. B. die Zunahme an Empathie, Selbstbewusstsein, Eigeninitiative, mündigem Denken und sozial orientierter Verantwortungsbereitschaft. In einer Welt des fortschreitenden Wandels und der Veränderungs- und Anpassungserfordernisse erscheinen diese Qualitäten als besonders wertvoll und wünschenswert.
Die im Folgenden wiedergegebenen, kritischen Anmerkungen sind daher nicht als aussagekräftig anzusehen, zumal sie auch nicht mit belastbaren Forschungsergebnissen belegt werden.

## Bildung, Erziehung und Betreuung in der Offenen Arbeit
Einige Punkte der Offenen Arbeit werden hinsichtlich der Aufgaben der Bildung, Erziehung und Betreuung im Kindergartenbereich kritisch diskutiert:
- die Verantwortlichkeit des Erzieherteams für einzelne Lernbereiche
- das Verblassen der Erzieherin als feste Bezugsperson
- die Nichtberücksichtigung der Bindungstheorie, die Betreuung, besonders neuer Kinder durch Bezugserzieher
- die Auflösung der Gruppenräume und Umwandlung in offene Funktionsräume
- der Verlust des Kindergartens als Ort der Geborgenheit
- mit den Kindern in Vollversammlungen und Kinderkonferenzen den Diskurs zu wagen, ihnen Verantwortung für ihre eigene Zufriedenheit, ihr Lernen und für andere zu übertragen, wird von manchen Eltern der Kinder und von einzelnen Vertretern aus der Erziehungswissenschaft als Überforderung angesehen